# ثروتمند و فقیر (فیلم)
ثروتمند و فقیر (به هندی: Amir Garib) فیلمی محصول سال ۱۹۷۴ و به کارگردانیموهان کومار است. در این فیلم بازیگرانی همچون دو آناند، هما مالینی، پریم نات، رانجیت، سوجیت کومار، هلن، تانوجا ایفای نقش کرده‌اند.